# 皮勒特
皮勒特是奥地利上奥地利州弗克拉布鲁克县的一个市镇。总面积7平方公里，总人口580人，人口密度82.9人/平方公里（2005年）。